# Педона (Лука)
Педона је насеље у Италији у округу Лука, региону Тоскана.
Према процени из 2011. у насељу је живело 243 становника. Насеље се налази на надморској висини од 296 м.